# Les Grans et Merveilleux Faictz du seigneur Nemo, avec les privilleges qu'il a et la puissance qu'il peult avoir depuis le commencement du monde jusques à la fin
Les Grans et Merveilleux Faictz du seigneur Nemo, avec les privilleges qu’il a et la puissance qu’il peult avoir depuis le commencement du monde jusques à la fin est un monologue dramatique, datant du début du XVIe siècle, attribué à Jean d'Abundance.

## Présentation
Le texte est un poème se présentant sous la forme d'un discours prononcé devant un public composé de « gens de haultes sciences / Et de très bonnes consciences. »
L’auteur se propose de divertir son public en montrant, dans ce qui apparaît comme une parodie des excès de l’érudition littéraire et des discussions scolastiques :
« […] L’excellence et le grant renom

D’ung très grant Seigneur, dont le nom

Est Nemo, qui tous autres passe […] »
L’auteur démontre dans la suite les qualités surnaturelles de Nemo par des citations de la Bible, en utilisant le mot latin nemo (personne) comme un nom.

## Sources
Le sujet de cette œuvre est emprunté à une facétie médiévale sur la vie de saint Nemo, personnage de fiction qui aurait été inventé par un moine, Radulphus, dans un Sermo de Nemine (Sermon sur Nemo), inspiré par l’épisode des Cyclopes de l’Odyssée. Ce sermon suscita une Reprobatio parodique, adressée en 1290 au futur pape Boniface VIII ; l’auteur y démontre l’inexistence de Nemo, avant de le critiquer comme s’il s’agissait d’une personne réelle.
Il existe plusieurs manuscrits des textes latins, plus ou moins étendus, datés du XIIIe au XVe siècle. Au XVIe siècle, Nemo inspira deux poèmes à Ulrich von Hutten (1508-1512) ; l’une des éditions du texte de Jean d’Abundance signale ce dernier comme source d’inspiration.

## Postérité
En Allemagne et en Angleterre, dès le XVIe siècle, Nemo (Niemand, Nobody) perdit son caractère religieux originel et devint un personnage de pamphlets politiques. En France, il fut décliné sous la forme de On, Rien, et, par extension d’un jeu de mots courant au Moyen Âge, Tout, Quelque chose, Chacun. Le personnage perdure jusqu’au XVIIe siècle.
Au XIXe siècle, Anatole de Montaiglon, dans son Recueil de poésies françoises des XVe et XVIe siècles, retrace l’histoire de Nemo, et propose une transcription de l’œuvre de Jean d’Abundance à partir de deux des premières éditions.
À la fin du XIXe siècle et au début du XXe, quelques-uns des historiens qui étudièrent les origines et les développements de la légende de Nemo ont considéré que Nemo fut au départ pris par un moine ignorant pour un mot désignant véritablement une personne. Cette interprétation littérale apparaît aujourd’hui inspirée surtout par une attitude anti-chrétienne.

## Éditions
- Les grans et merueilleux faictz du ſeigneur Nemo / avec les priuilleges quil a / & la puiſſance quil peult auoir depuis de le cõmẽcement du monde iuſque à la fin, édition 16e du siècle [1530?], exemplaire de la BnF (Rés. Ye-800, 2 ff. in-4), sur Wikisource
- Les grands et merveilleux Faits de Nemo, auec les Priuileges qu'il a et la puissance qu'il auoit depuis le commencement du monde jusques à la fin, Lyon, par Pierre de Saincte Lucie, s. d. [vers 1530]
- Les grands et merveilleux Faits de Nemo imités en partie des vers latins de Hutten, et augmentés par P. S. A., Lyon, Macé Bonhomme, s. d. [vers 1550]